# Pura sangre (telenovela 2007)
Pura sangre è una telenovela colombiana trasmessa su RCN Televisión dal 14 agosto 2007 al 26 marzo 2008.